# Коста Новаковић (пуковник)
Коста Новаковић (Бјелина, 6. децембар 1949) је пуковник Југословенске народне армије, Српске војске Крајине, Војске Југославије и Војске Србије и Црне Горе у пензији. Доктор је војних наука и војни историчар.

## Биографија
Коста Новаковић је рођен 6. децембра 1949. године у селу Бјелина, општина Бенковац, Народна Република Хрватска у породици Јакова и Ружице Новаковић. Основну школу завршио је у родном месту 1964. године. Гимназију „Иво Лола Рибар” педагошког смјера завршио је 1968. године у Бенковцу.
Војну академију копнене војске 25. класа — смјер везе завршио је у Београду 1972. године. Високу војнополитичку школу Југословенске народне армије (Висока школа за војносоциолошке и психолошке студије и истраживања) у 9. класи завршио је у Београду 1982. године. На истој школи завршио је послиједипломске студије (1986—1988). Магистририрао је (1992) на тему Међународноправни статус националних мањина, а докторирао (2002) тезом Националне мањине и одбрана СР Југославије.
У току војне каријере у ЈНА обављао је дужности командира вода везе (уједно начелник везе) у 221. пјешадијском пуку у Книну, помоћник команданта за морално-политичко васпитање у истом пуку, помоћника управника 405. позадинске базе за морал и информисање у Книну, начелника штаба 405. позадинске базе.
На почетку рата у Хрватској 1991. године био је начелник Одсјека за оперативно-позадинске послове 9. корпуса ЈНА. Од фебруара до јуна 1992. био је на дужности помоћника команданта за морално васпитање и правне послове 9. корпуса ЈНА.
Након повлачења јединица ЈНА са подручја Хрватске и Српске Крајине Коста Новаковић постао је помоћник начелника Управе за информисање Посебних јединица милиције РСК. Након стварања Српске војске Крајине он је био помоћник команданта СВК за информисање, вјерска питања, правне послове и односе са међународним организацијама. Од јуна до децембра 1994. био је заступник помоћника команданта за цивилне послове 11. корпуса СВК. У 1995. вратио се на дужност помоћника команданта СВК.
Истовремено (1992—1994) обављао је и дужност портпарола СВК и био је предсједник комисије РСК за размјену заробљеника. Предводио је војну делегацију (шеф делегације) СВК на преговорима у Женеви, Бечу и Ослу, те на више сусрета делегација  Српске Крајине и Хрватске, као и на више радних састанака са представницима УНПРОФОР, ЕЗ (ЕУ), УНХЦР, МКЦК и других међународних организација (1992-1994. и 1995).
Организовао је издавање новина Војска Крајине, које су излазиле од почетка 1993. и до краја рата у Хрватској.
Након завршетка рата наставио је војну службу у Војсци Југославије:
- 1995—1996. године у Команди Прве армије
- 1996—1999. године самостални референт у Другом одјељењу Прве управе Генералштаба Војске Југославије
- 1999—2003. године начелник Одсека за планирање Прве управе Генералштаба Војске Југославије
- 2003. године (фебруар—јун) начелник Оделења у Експертском тиму Генералштаба Војске Југославије
- 2003—2005. године помоћник начелника Кабинета начелника Генералштаба Војске Србије и Црне Горе
- 2005. године (фебруар—јул) начелник Центра за сарадњу са међународним кривичним трибуналом у Министарству одбране Републике Србије

Пензионисан је 2005. године у чину пуковника.
Коста Новаковић је аутор више стручних публикација, укључујући монографије и чланке у историјским часописима. Уређује Зборник радова Удружења резервних војних старјешина Српске Крајине у Србији. Стални је сарадник листа "Војни инвалид" у издању Републичког одбора ратних и мирнодопских војних инвалида Србије и листа "Српски ратник". Повремено пише за новине. Учествује у ТВ и радио емисијама.
Ангажован је у Удружењу војних пензионера Србије (члан Главног одбора од 2018) и Удружењу резервних војних старјешина и ветерана Српске Крајине у Србији (предсједник од
2018).

## Одликовања
- Орден за војне заслуге са сребрним мачевима (1974)
- Орден народне армије са сребрном звездом (1979)
- Орден рада са сребрним венцем (1984)
- Орден братства и јединства са сребрним зрацима (1988)
- Орден заслуга у одбрани и безбедности другог реда (1999)
- Орден заслуга у одбрани и безбедности првог реда (2005)

## Одабрана дела
- Новаковић, Коста (2008). Бјелина - Далмација. Нова Пазова: Београд. ISBN 978-86-911775-0-8. OCLC 645437861.
- Новаковић, Коста (2009). Српска крајина : (успони, падови, уздизања). Београд: Зора. ISBN 978-86-83809-54-7. OCLC 993630041.
- Новаковић, Коста (2013). Срби у сјеверној Далмацији. Београд: Зора.
- Новаковић, Коста (2015). Кнински гарнизон. Београд. ISBN 978-86-83809-81-3. OCLC 1152961397.

## Спољашне везе
- Новаковић, Коста (19. 09. 2021). „Олуја – друга страна медаље, без аргумената”. „Политика”.